# 柴田徹 (アナウンサー)
柴田 徹（しばた とおる、1968年2月5日 - ）は、元NHKのシニアアナウンサー。

## 人物
山形県立山形東高等学校を経て東北大学を卒業後、1990年入局。2023年9月限りでNHKを退職。

## 挿話
- ラジオセンター勤務時はトリノオリンピックでラジオ実況を務めるなど、青森、宮城、兵庫、名古屋等ではスポーツアナウンサーとして活動していた。
- 2006年6月期の異動でふるさと山形へ戻ると、スポーツの一線からは離れた。しかし、「山形弁だけで最後まで押し通す」バラエティー番組『今夜はなまらナイト』を企画すると、たちまち他の出演者とともに山形県民の心をつかむようになった。山形県内では「なまらナイトの人」→後にテレビで定着するとその出演時の衣装から「親方」「“居酒屋なまら”の大将」で通っていた。

## NHK在籍時の担当番組
青森放送局（1度目）
- 青森県のニュース
- 青森FMリクエストアワー
- 釧路沖地震でのニュース（1993年1月15日）

仙台放送局
- 宮城県・東北地方のニュース

神戸放送局
- 兵庫県のニュース・中継・リポート

名古屋放送局
- 東海北陸のニュース

ラジオセンター
- トリノオリンピック（ラジオ実況）

山形放送局（1度目）
- やまがたニュースアイ（2007年度）
- FMシアター『父さんの花笠』（2008年8月23日、声優として）

※「なまらナイト」の阿部美佳脚本。
- 土曜スタジオパーク（2009年2月21日）

※「なまらナイト」宣伝のため、「芋煮スペシャル」の回で着用した居酒屋の大将風の衣装で出演。
- なまらナイト・ジュニア!（2009・2010年度）

※山形県人犬飼春美退局により終了。
- 今夜はなまらナイト（プロデューサー兼任）
- なまら親方のつぶやきラジオ

※『ジュニア!』終了に伴い2011年スタートの派生番組。
大阪放送局
- 上方演芸会（司会）
- かんさい土曜ほっとタイム（制作）
- 関西のニュース

熊本放送局
- 熊本県のニュース
- クマロク!（キャスター代行）

山形放送局（2度目）
- 東北発ラジオ深夜便（2019年3月10日）
- 山形県のニュース
- なにしったのや

青森放送局（2度目）
- 青森県のニュース
- あっぷるワイド（キャスター代行）

## 同期のアナウンサー
辻智太郎・田中学・高谷智泰・田中崇裕・和田哲・武田真一・阿部渉・伊藤雄彦・緒方宏一郎・坂本朋彦・田代純・冨坂和男・広瀬靖浩・廣田直敬・福井裕一郎・藤井克典・森本健成・山口勝